# Dreieck Funkturm
De Autobahndreieck Funkturm is een knooppunt in de Duitse deelstaat Berlijn.
Hier sluit de A115 vanaf Dreieck Nuthetal aan op de A100, de Berliner Stadtring.

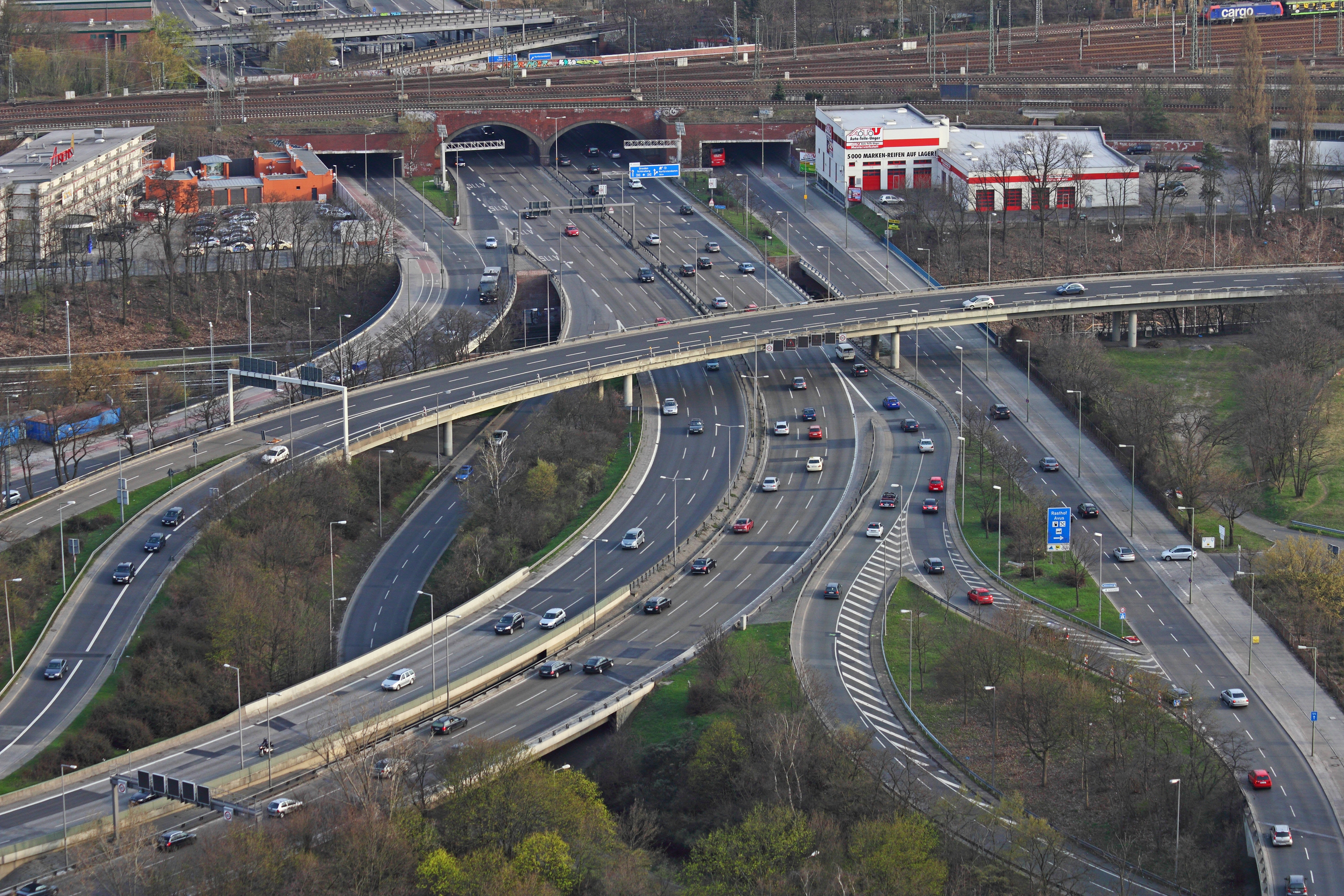
Dreieck Funkturm

## Naamgeving
Het knooppunt is vernoemd naar de Funkturm, een tv-toren die ten noordwesten van het knooppunt op het beursterrein staat. Deze moet niet verward worden met de bekendere Fernsehturm in het oosten van het centrum van Berlin.

## Configuratie
Het knooppunt is complex vormgegeven waardoor het moeilijk één typering aan het knooppunt te geven, maar het lijkt het meest op een half turbineknooppunt. In het knooppunt zijn ook afritten naar het onderliggend wegennet verwerkt, met name naar het beursterrein. De A100 vormt de doorgaande richting en telt 2x3 rijstroken. De A115 vanuit Potsdam eindigt hier en telt ook 2x3 rijstroken. Rondom het knooppunt ligt ook grootschalige spoorinfrastructuur, er loopt een S-bahn door de middenberm van de A100 ten noorden van het Dreieck Funkturm.

## Geschiedenis
De voorloper van de A115 is de AVUS, een racebaan die zijn noordelijke einde ter hoogte van het huidige Dreieck Funkturm had. Deze noordelijke bocht van de racebaan is nog aanwezig, maar niet meer in gebruik voor het wegverkeer. De AVUS opende op 24 september 1921 voor het verkeer. De weg werd in 1935 een reichsautobahn en werd in 1940 opengesteld voor algemeen verkeer. In 1961 werd een kort stukje van de A100 opengesteld tussen de A115 en de Hohenzollerndam en in 1963 volgde het deel tussen de Kaiserdamm-Süd en het Dreieck Funkturm, waarmee het knooppunt voltooid was. In 1969 is de A115 deels verschoven en in de jaren 90 gerenoveerd. Onduidelijk is of het Dreieck Funkturm al in 1963 in zijn huidige vorm ontstond of dat dit later is gebeurd.

## Toekomst
De kunstwerken van het knooppunt zijn in slechte staat. Oorspronkelijk was een grootschalige renovatie van € 50 miljoen gepland, maar in 2015 werd duidelijk dat een complete nieuwbouw van het knooppunt van € 264 miljoen noodzakelijk is.
Het nieuwe knooppunt zal zorgen voor een betere doorstroming van het verkeer op beide snelwegen.

## Verkeersintensiteiten
Dagelijks passeren ongeveer 250.000 voertuigen het knooppunt.
In 2005 sloten op het knooppunt de twee drukste snelwegen van Duitsland op elkaar aan:
| Van                  | Naar                      | Gemiddeld aantal voertuigen per dag |
| -------------------- | ------------------------- | ----------------------------------- |
| AD Funkturm          | AS Kurfürstendamm (A 100) | 191.400                             |
| AS Kaiserdamm (A100) | AD Funkturm               | 181.500                             |
| AD Funkturm          | AS Hüttenweg (A115)       | 88.800                              |

## Richtingen knooppunt
| Aansluitende wegen                     | Aansluitende wegen | Aansluitende wegen                                                                   | Aansluitende wegen | Aansluitende wegen                                                    |
| -------------------------------------- | ------------------ | ------------------------------------------------------------------------------------ | ------------------ | --------------------------------------------------------------------- |
|                                        |                    | richting Messedamm ICC / Zentrum Charlottenburg / Wedding Luchthaven Tegel / Hamburg |                    |                                                                       |
|                                        |                    |                                                                                      |                    |                                                                       |
|                                        |                    |                                                                                      |                    |                                                                       |
|                                        |                    |                                                                                      |                    |                                                                       |
| richting Potsdam / Leipzig Maagdenburg |                    |                                                                                      |                    | richting Kurfürstendamm / Wilmersdorf Dresden / Luchthaven Schönefeld |

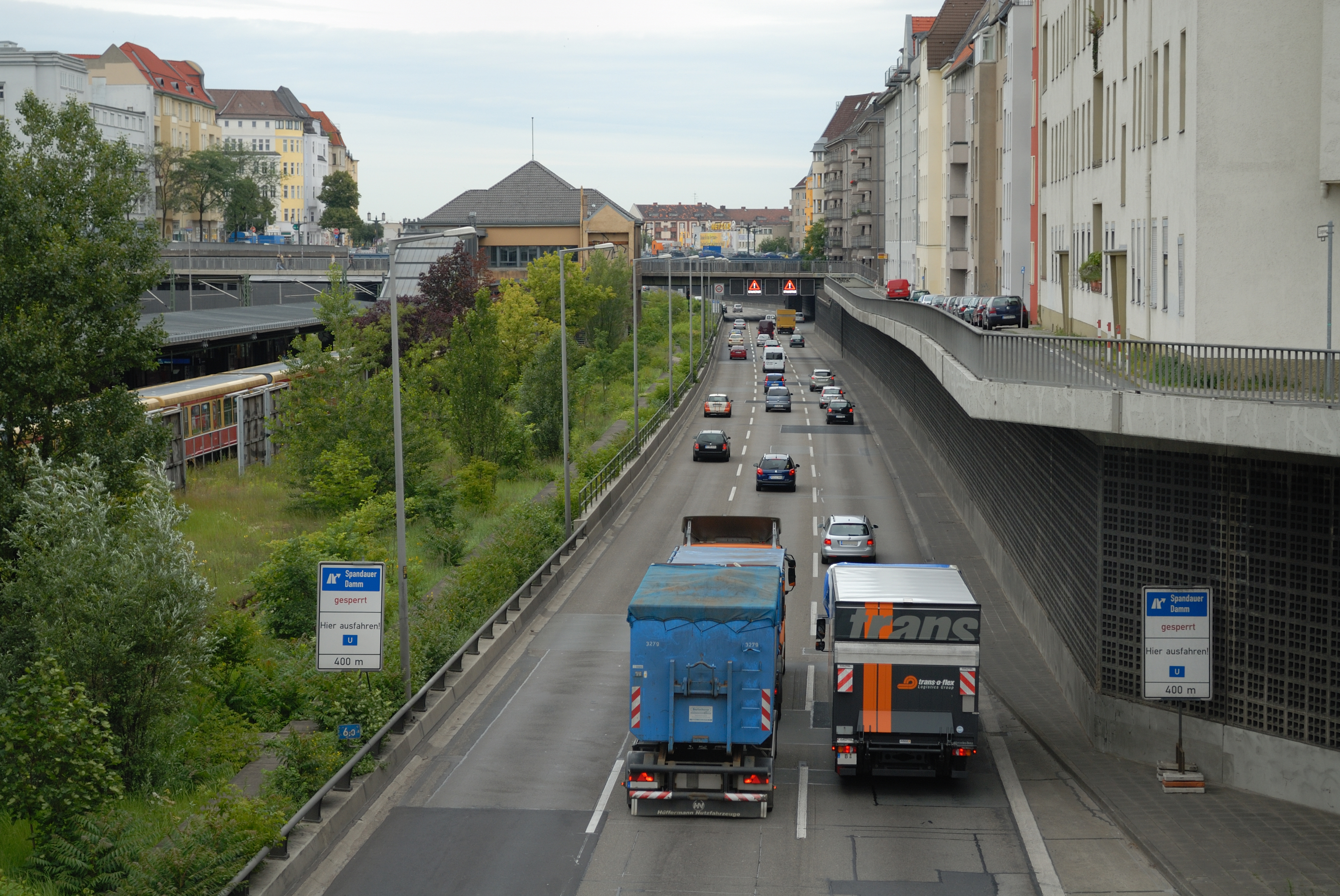
De A100 in de Dreieck Funkturm richting het noorden
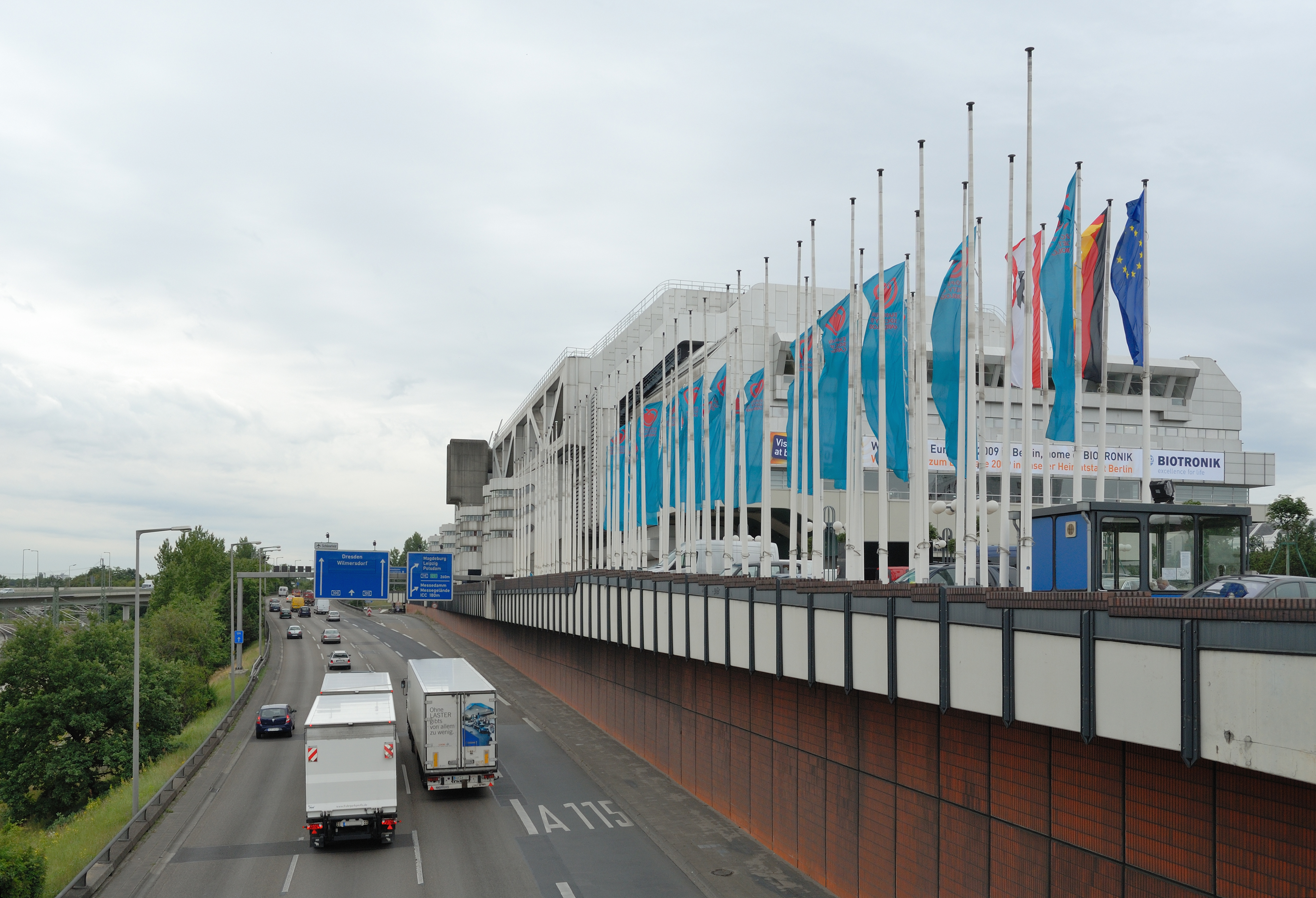
De A100 bij de Dreieck Funkturm in zuidelijke richting gezien met het ICC
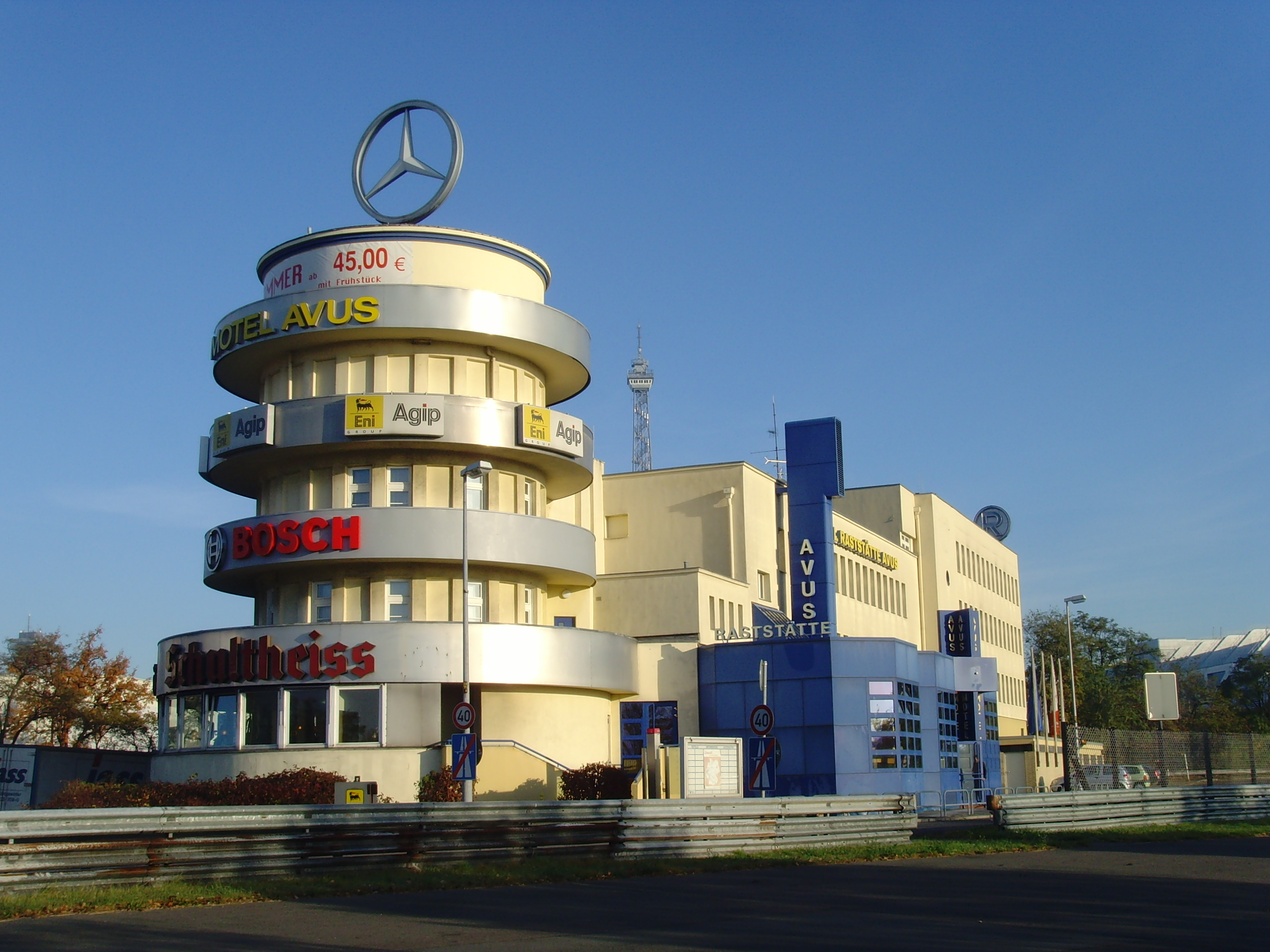
Motel en wegrestaurant AVUS